# Yellow Sisters

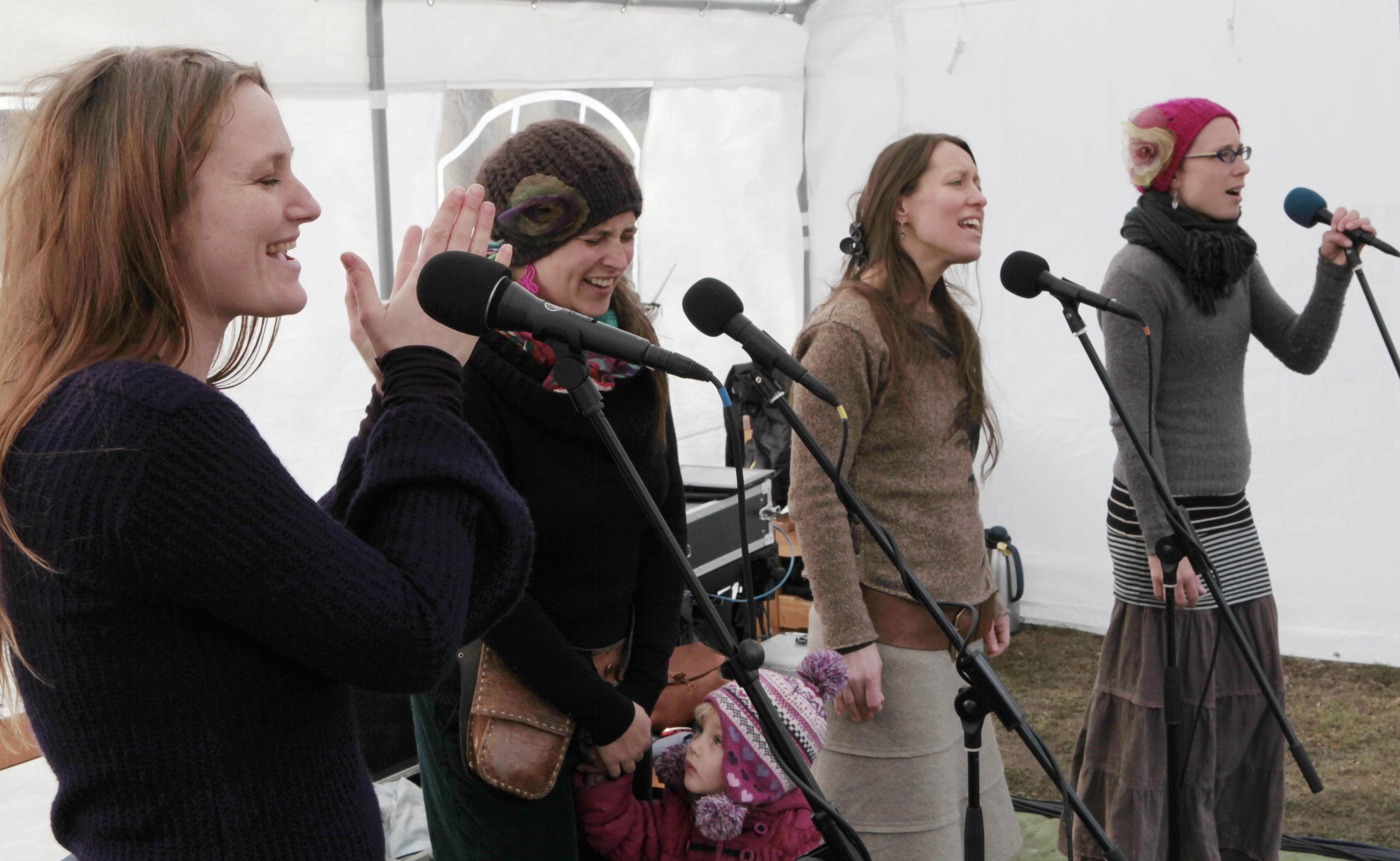
Yellow Sisters ve Vlašimi, 2013

Yellow Sisters je české ženské vokální kvarteto, které zpívá a cappella, tj. bez hudebního doprovodu. Jejich vokální hudba jde napříč mnoha hudebními žánry a styly s výraznými prvky zvukového experimentátorství a iluzionismu. Kvarteto vzniklo v roce 2005 a jejich hudba je, mimo jiné, silně inspirována africkou hudbou, americkým soulem i karibským reggae.

## Podpora lidských práv v ČLR

### Celosvětová štafeta s pochodní za lidská práva 2008
Před Olympiádou v Pekingu v roce 2008 světem proběhla Celosvětová štafeta s pochodní za lidská práva, která započala svoji cestu na náměstí Syntagma, 9. srpna 2007 v Řeckých Aténách. V ČR se zastavila v hlavním městě Praze a poté putovala přes zastávku v Brně na Slovensko a dále do Rakouska. Na Staroměstské náměstí mimo jiné vstoupilo na koncertu, pořádaném na podporu štafety, dámské vokální trio Yellow Sisters. Pochodeň na náměstí přinesl tehdejší ministr životního prostředí Martin Bursík společně s Ondřejem Liškou a Kateřinou Jacques. Pochodeň nesli Prahou také herec Jan Budař společně s olympionikem Lukášem Polertem, kteří běželi přes Karlův most směrem k Pražskému hradu.

### Koncert „Svědomí nelze koupit“ 2014
V pražském Kostele sv. Anny se 6. října 2014 konal koncert na podporu lidí nespravedlivě stíhaných čínským režimem, zejména následovníků Fa-lun-kungu a advokáta Kao Č'-šenga. Na akci nazvané „Svědomí nelze koupit“ vystoupili bez nároku na honorář zpěvačka Marta Kubišová, přední česká violová virtuoska Jitka Hosprová, herec Jan Potměšil, herec a zpěvák Jan Budař, dámské vokální kvarteto Yellow Sisters, zpěvačka a herečka Olga Lounová a kapela Daniel and the Moravians. Vystoupení pořádalo občanské sdružení Lidská práva bez hranic. Koncert proběhl pod záštitou Nadace Dagmar a Václava Havlových Vize 97 link. Koncert podpořili Jaroslav Dušek a Monika Šimůnková.
Na koncertu vystoupil také čínský emigrant žijící v Německu Kuo Ťu-feng, který byl v Číně po více než rok vězněn a mučen za to, že se věnoval praxi Fa-lun-kung a odmítl se podvolit nátlaku čínského režimu, který Fa-lun-kung 20. července 1999 zakázal. 
Dalšími hosty byli religionista docent Zdeněk Vojtíšek z Karlovy univerzity, který hovořil o problematice pronásledování Fa-lun-kungu z hlediska religionistiky nebo politička Kateřina Jacques, která poukázala na nedávnou návštěvu čínského politika Čanga Kao-liho v Praze v čele pětisetčlenné čínské delegace. Vicepremiér Čang Kao-li je důvodně podezřelý, ze zapojení do genocidy Fa-lun-kungu, opakovaně vydával v rámci svých úřednických postů nařízení k zásahům proti Fa-lun-kungu, v důsledku čehož došlo podle organizace WOIPFG k padesáti šesti ověřeným úmrtím. Podle stránek minghui.org spojených s hnutím Fa-lun-kung vedla nařízení Čanga Kao-liho k tisícům případů zatčení, věznění a mučení následovníků Fa-lun-kungu.

## Složení skupiny
- Antonia Tereza Nyass (vnučka herečky Aleny Vránové)
- Barbora Vaculíková
- Lucie Hawa Goldin
- Léňa Yellow – Lenka Jankovská

## Diskografie
- CD Demo Yellow Sisters 2005
- CD Singalana, Indies Records, 2006
- DVD Yellow Sisters Live at Retro Music Hall, Prague
- Tubab Woman – singl, 2009
- CD Tubab Woman, Indies Scope, 2010
- CD Zvěřinec, Indies Scope, 2012
- CD 2013 REMIXED, 2013
- CD Yellow Sisters LIVE & Petr Wajsar (Club Kino Černošice), 2014
- CD Zvěřinec 2, Indies Scope, 2017